# Tavajvaam
Tavajvaam (ryska Тавайва́ам) är en by i den autonoma regionen Tjuktjien i Ryssland. Den ligger under staden Anadyrs administration och har lite mindre än 500 invånare.